# Tissa (Marokko)
Tissa (arabisch تيسة, Zentralatlas-Tamazight ⵜⵉⵙⵙⴰⵏⵜ Tissant) ist eine Kleinstadt in der Provinz Taounate in der Region Fès-Meknès im Norden Marokkos.

## Namensherkunft
Tissa trug früher den Namen Tissantz. Der Begriff stammt aus der Berber-Sprache und hängt mit der Bedeutung der Lagerstätten für Steinsalz in der Nähe zusammen. Die frühesten Erwähnungen des Ortes beziehen sich auf ein Berber-Dorf, das vor allem von Ackerbau und Viehzucht lebte.

## Lage und Klima
Tissa liegt am Oued Lebène, einem Nebenfluss des Sebou, und ist etwa 54 km (Fahrtstrecke) in nordöstlicher Richtung von Fès entfernt; die Provinzhauptstadt Taounate liegt ca. 36 km in nördlicher Richtung. Der Ort teilt sich in eine Oberstadt auf einem Hügel und eine Unterstadt zu dessen Füßen; beide Stadtteile haben eine Moschee. Das Klima ist gemäßigt bis warm; Regen (ca. 450 mm/Jahr) fällt überwiegend im Winterhalbjahr.

## Bevölkerung
| Jahr      | 1994  | 2004  | 2014   | 2024   |
| Einwohner | 7.059 | 9.566 | 11.195 | 12.096 |

Die Einwohner von Tissa sund überwiegend berberischer Abstammung und sind vor allem in den Jahrzehnten nach der Unabhängigkeit Marokkos (1956) zugewandert.

## Wirtschaft
Der Mittwochsmarkt ist inzwischen außerhalb des Ortes angesiedelt worden, so dass der Verkehr im Stadtzentrum nicht beeinträchtigt wird. Wichtiger Einkommensfaktor ist jedoch ein seit Generationen ausgebeuteter Salzstock.

## Geschichte
Im 16. Jahrhundert siedelten die Saadier-Sultane arabisch-stämmige Gruppen der Hyayna in dem bis dahin von Berbern dominierten Gebiet an. Diese förderten die Pferdezucht und den Olivenanbau.
Zu Beginn des 20. Jahrhunderts war Tissa ein kleines Bauerndorf. Der Ort hatte seinen wichtigsten Aufschwung während der Zeit des französischen Protektorats. Um den strategisch wichtigen Zugang nach Fès zu kontrollieren, platzierte die französische Armee ein Camp auf dem Nachbarhügel der Ortschaft. Von diesem Hügel aus hatten sie ungehinderte Sicht auf die Straße, die zu diesem Zeitpunkt lediglich eine Sandpiste war.
Anscheinend gab es eine gute Beziehung zwischen den Ortsbewohnern und der Kolonialmacht, die in der Stadt Schulen mit französischen Lehrern errichtete. Ein christlicher Friedhof wird auch heute noch von Hinterbliebenen französischer Familien besucht. Weiter Bauwerke aus dieser Zeit sind eine Kirche sowie eine Reihe von flacheren Bauwerken mit Giebeldächern (statt der für die Region typischen Dachterrassen).

## Kultur
Tissa ist bekannt für sein Fantasia-Festival, das einmal jährlich im Oktober/November durchgeführt wird. Das Festival umfasst eine Kirmes, manchmal einen Zirkus, einen großen Souk (Markt) und vor allem eine der wichtigsten Folklore-Veranstaltungen der Region. Die Fantasia (Tborida) hat dem Ort den Namen "Mutter der Pferde" eingetragen.